# Nước tăng lực Sting
 Nước tăng lực Sting  (Tiếng Anh: Sting Energy) (hay Sting) là nước uống tăng lực có ga được sản xuất bởi Rockstar (được PepsiCo mua lại vào năm 2020). Sting có sẵn các hương vị như Gold Rush nguyên bản, Gold (với nhân sâm), Power Pacq (Gold Rush với Chùm ngây), Power Lime (Kiwi/Chanh) và Berry Blast (Dâu tây).

## Giá trị dinh dưỡng
|                       | Khẩu phần |
| --------------------- | --------- |
| Năng lượng (Kcal)     | 120       |
| Carbohydrat (g)       | 30.6      |
| Vitamin B3 (mg)       | 3.4       |
| Vitamin B6 (mg)       | 0.4       |
| Chất đạm (mg/L)       | 0         |
| Tổng chất béo (mg)    | 0         |
| Chất béo bão hòa (mg) | 0         |
| Tổng lượng đường (g)  | 30.4      |
| Sodium (mg)           | 83.4      |